# Василий Босоногий
Василий Босоногий (получил известность также как Вася-босоножка, настоящее имя — Василий Филиппович Ткаченко, между 1856 и 1858, Черниговская губерния, Российская империя — 6 февраля 1933, село Надежда, Северо-Кавказский край, СССР) — русский странник конца XIX — начала XX века. Получил широкую популярность среди современников благотворительной деятельностью, борьбой против пьянства и сквернословия, а также созданием храма в родном селе, деньги на который собирал в ходе путешествий по Российской империи. Был представлен императорской семье, по вопросам строительства храма находился в многолетней переписке с представителями правящей династии. Экзотический образ жизни и необычная внешность привлекли к нему внимание творческой интеллигенции и светского общества.
Источники единодушны в том, что на путь странничества Василия Ткаченко направил архимандрит Свято-Троицкого монастыря Иона Киевский, канонизированный Русской православной церковью. Среди близких друзей Василия были известный авантюрист и интриган иеромонах Илиодор, почитаемая как провидица Матрона Петербургская и другие известные люди своего времени.
Уже при жизни Василия Босоногого вышли две брошюры, посвящённые его биографии. Фотографии, запечатлевшие внешний облик странника, были сделаны крупными фотографами того времени, среди которых выделяются Карл Булла и сотрудники фотоателье «К. Е. фон Ган и К», работавшего по заказам императорской семьи. В начале XXI века вышла книга и появилось несколько статей о жизни и взглядах Василия Босоногого.

## Биография

### До 1917 года
Василий Ткаченко родился между 1856 и 1858 годами в Черниговской губернии в семье зажиточного казака (но сам Василий указывал на свою принадлежность к крестьянскому сословию, также крестьянином он назван в официальной справке Хозяйственного управления Святейшего правительствующего синода в 1903 году). Встречается утверждение, что он был младшим из сыновей. В возрасте 9 лет он тяжело заболел — на руках и ногах у него появились незаживающие раны (по другой версии язвы покрывали всё его тело). Когда на 19-й год его родители дали обет поклониться мощам святых угодников, то юноша исцелился, но родители так и не исполнили своё обещание. Вскоре после исцеления семья переселилась в село Надежда Ставропольской губернии. Василий занимался трудовой деятельностью в родном селе: пас свиней, пахал землю, устроился на почтовой станции ямщиком. В 1877 году он женился. По неизвестной причине Василий Ткаченко спустя некоторое время расстался с супругой и передал единственного своего шестилетнего ребёнка на воспитание родным. Развод с супругой он окончательно оформил только в 1890 году. После ухода от жены Ткаченко стал работать извозчиком, кучером, а затем нанялся гуртовщиком к купцу Маснянкину и с его стадом отправился в Москву. Известный ставропольский краевед Герман Беликов утверждал, что чудесное исцеление от тяжёлой болезни сказалось на психике впечатлительного юноши, поэтому дорогу в Москву он «прошёл босым и почти раздетым», «испытывая и закаляя своё тело и дух».
Из Москвы он прибыл в Санкт-Петербург, где 17 [29] июня 1884 года был зачислен рядовым в лейб-гвардии Егерский полк. Всего через три месяца он тяжело заболел и уже 21 сентября [3] октября 1884 года оказался в Семёновском Александровском военном госпитале. 13 [25] октября 1884 года Ткаченко был признан медицинской комиссией негодным к несению воинской службы, а 21 октября уволен из Егерского полка и снят с довольствия.

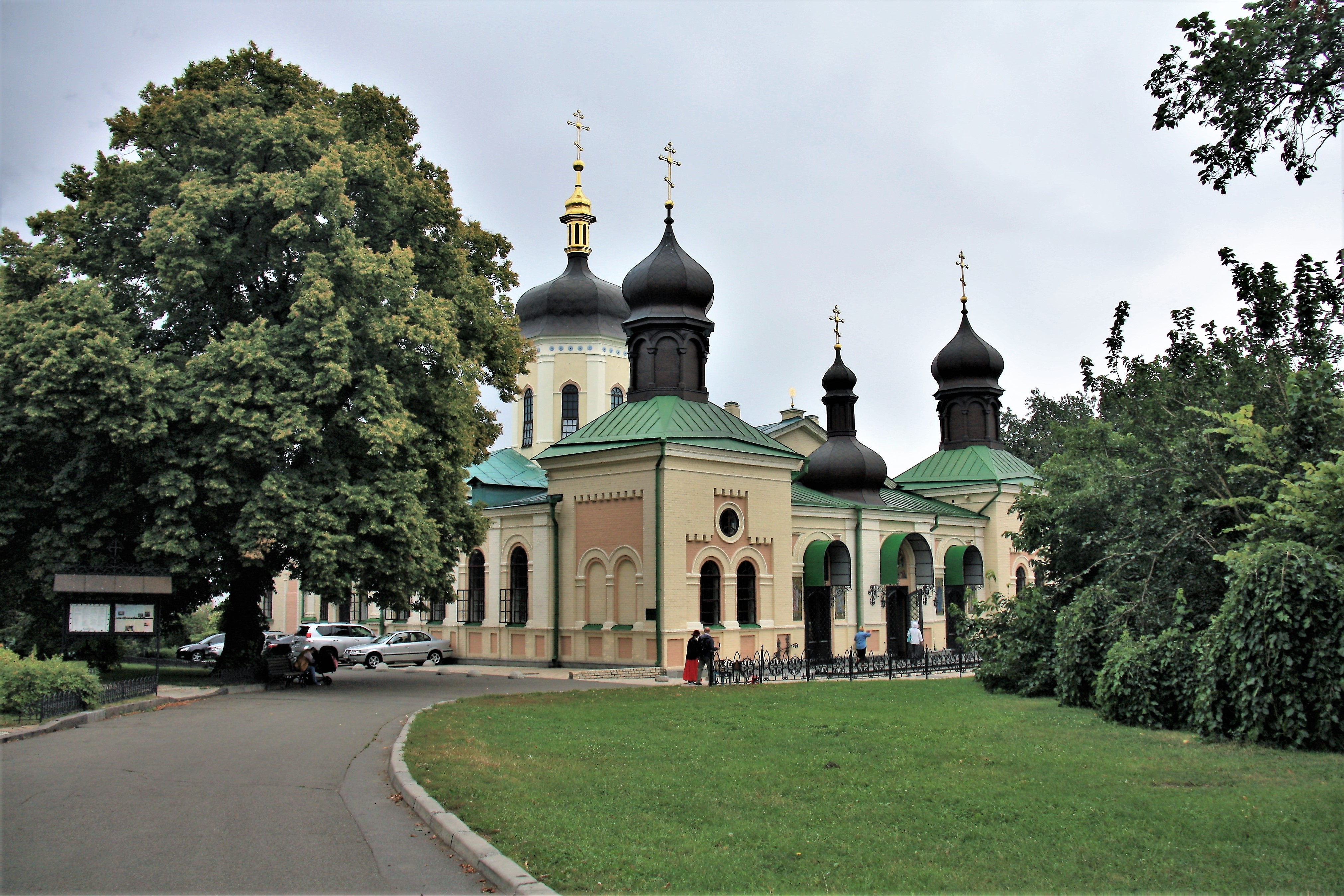
Троицкая церковь Свято-Троицкого монастыря в Киеве

После увольнения Ткаченко в поисках дальнейшего жизненного пути пешком направился в Свято-Успенскую Киево-Печерскую лавру. В Киеве он встретился с архимандритом Свято-Троицкого монастыря Ионой (Мирошниченко), у которого были натянутые отношения с монахами Свято-Успенской лавры. Иона дал благословение Василию Ткаченко на странничество. Ткаченко сначала хотел принять монашество, некоторое время исполнял послушания, был келейником, портным и кучером при монастыре, но болезнь и желание собрать деньги на постройку храма в родном селе заставили его отказаться от этого замысла.
Другую версию излагал современный историк православной церкви Анатолий Медведев, основываясь на прижизненной биографии странника, вышедшей в 1903 году в типографии Генералова в Санкт-Петербурге: Ткаченко нанялся гуртовщиком к купцу Мяснянкину, но, не доехав до Москвы, взял расчёт и отправился в Киев. После встречи с архимандритом Ионой Василий Ткаченко не вступил на путь странничества, а поступил в лейб-гвардии Егерский полк, но из-за скоро наступившей болезни был сначала помещён в госпиталь, а затем и уволен в запас. После увольнения из армии он «служил некоторое время на частных должностях» и только после этого стал странником. Герман Беликов просто упоминал о кратковременной военной службе Василия Ткаченко, не связывая её с конкретным периодом его жизни.
Известно, что странническая деятельность Василия Босоногого некоторое время вызывала беспокойство и непонимание церковных властей. В 1894—1895 годах он был выслан из Санкт-Петербурга по этапу за нищенство, а его деятельность в справке Святейшего синода за 1903 год была охарактеризована как происходящая от «религиозной мании». Нищие видели в Василии опасного конкурента, пытались прогнать его с паперти храмов, несколько раз избивали. В 1896 году киевская полиция изъяла у него посох, который был ему впоследствии возвращён, но уже в Петергофе.

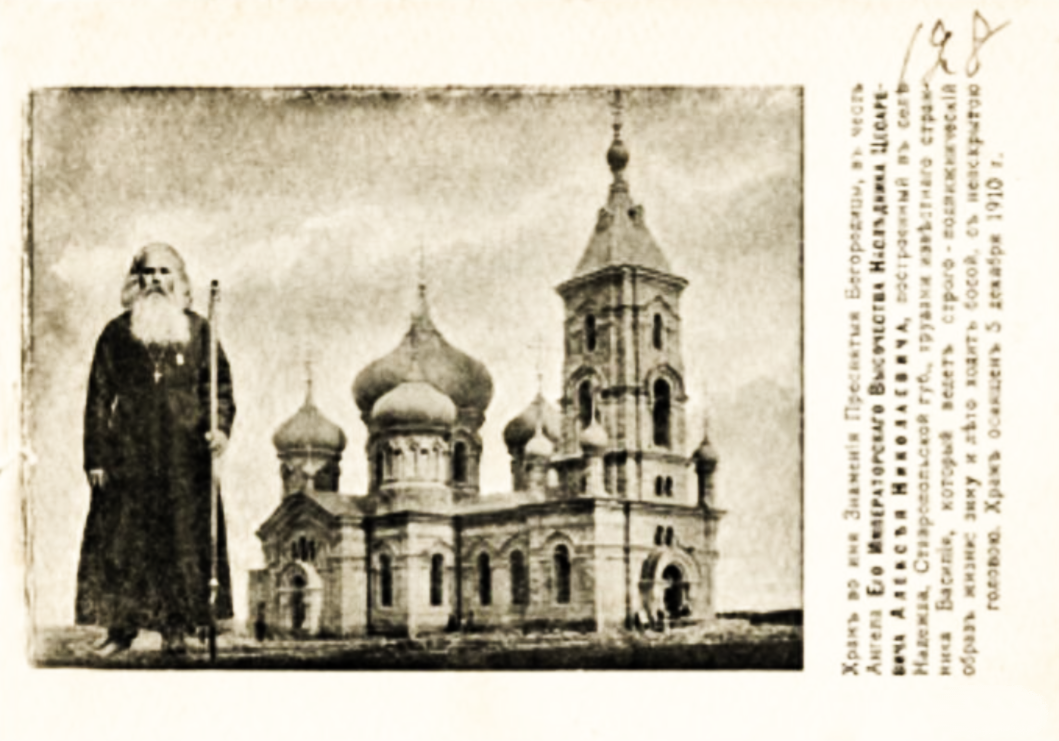
Почтовая открытка. Василий Босоногий на фоне храма Знамения Пресвятой Богородицы в селе Надежда, 1911

В 1897 году Василий объявил о сборе денег на строительство нового каменного храма в родном селе (первоначально в честь «Священного коронования Императорских Величеств», Знамения Пресвятой Богородицы и Царицы Александры, Герман Беликов писал, что Василий Босоногий был удостоен личного приглашения на коронацию). Позже было принято решение посвятить храм Николаю Чудотворцу в честь рождения наследника престола. В ходе своих путешествий он собирал деньги на строительство. В 1906 году был возведён фундамент будущего храма, утверждён его архитектурный проект, собраны материалы для строительства и отлиты колокола. Строительство храма было завершено только в 1910 году. Торжественное освящение церкви состоялось 5 [18] декабря 1910. Храм был расположен на возвышенности перед перекрестком дорог, ведущих в город, с пятью куполами и двумя приделами: в честь преподобного Серафима Саровского и святителя Алексия Московского. Он считался одним из самых красивых на Ставрополье. Храм был выстроен из камня, при нём находился бассейн для освящения и крещения с фонтаном. Площадь рядом с церковью была выложена из чугунных плит. В церкви одновременно могли разместиться 1,5 тысячи верующих. В это время в селе постоянно проживало всего 7,5 тысяч душ обоего пола. Также в своём селе Василий построил странноприимный дом.
До нашего времени сохранилась переписка Василия Ткаченко с представителями императорской семьи по поводу строительства храма. Чаще всего адресатом Василия по этой проблеме была вдовствующая императрица Мария Фёдоровна, которая принимала деятельное участие в получении необходимых разрешений и документов на строительство, другими адресатами были император Николай II и Александра Фёдоровна. Ещё одной формой общения стали подарки, которые Василий Босоногий отправлял в Санкт-Петербург. Для зала заседаний Государственной Думы по его инициативе была написана «икона святых русской церкви, просиявших от разных званий и сословий» (сохранилась фотография иконы, сделанная Карлом Буллой). Им также была заказана и подарена наследнику престола икона Алексия, митрополита Киевского и всея Руси.
В письме на имя Николая II по поводу строительства храма Василий указывал свой адрес — Санкт-Петербург, 8 рота Измайловского полка, дом 6, квартира 1, но монограммист А. Ф. К. в биографии Василия сообщал, что чаще всего во время пребывания в этом городе странник останавливался в Киевском и Ново-Афонском подворьях. В столице Василий Босоногий участвовал с Матроной Босоножкой в сборе денег на строительство церкви почитавшейся как чудотворная иконы «Всех скорбящих Радость» с грошиками (была разрушена в советское время).
Кандидат культурологии Сергей Житенёв определял странничество как обет человека, отказавшегося от семьи и имущества и пытающегося страданиями в скитаниях и поклонении святыням достичь спасения души. Заместитель председателя Московского областного отделения Императорского православного палестинского общества, председатель правления фонда «Возрождение культурного наследия», член Союза краеведов России Александр Панин писал, что «Странник воспринимался как некая связь между народом и его необъятными просторами, где жили, подвизались, проповедовали и пребывали своими святыми мощами величайшие угодники и святые». Монограммист А. Ф. К. писал, что Василий Босоногий выделяется среди русских странников рубежа веков, «поражая своей нравственной мощью каждого, кто хоть раз встретил его».

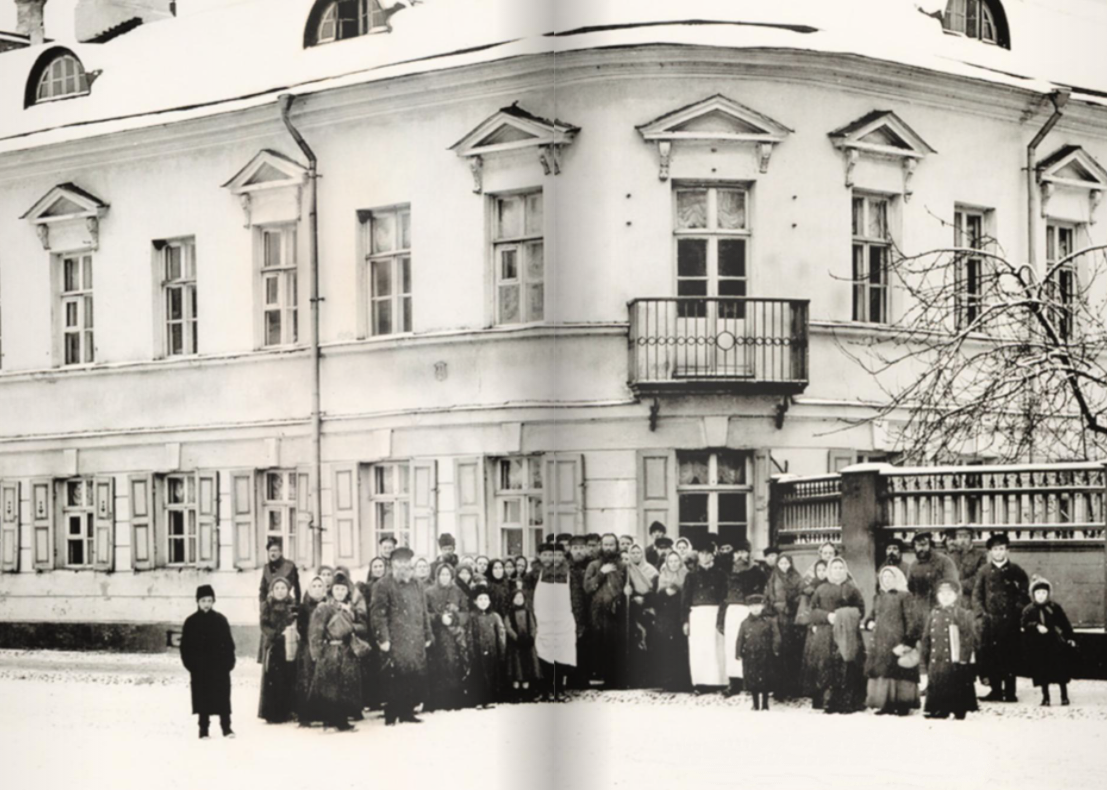
Неизвестный фотограф. Странник Василий Босоногий у дома Иоанна Кронштадтского

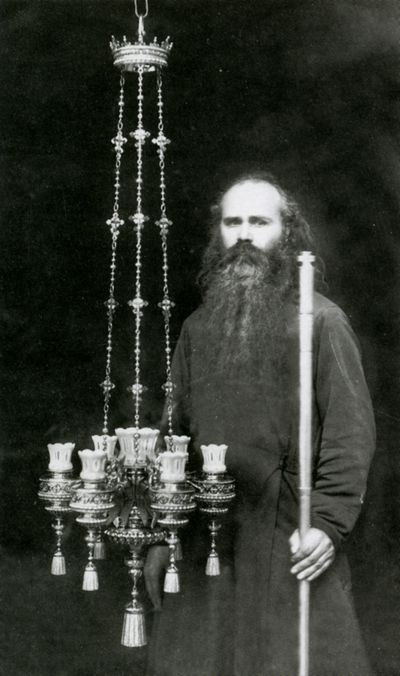
Неизвестный фотограф. Странник Василий со своей лампадой в дни канонизации преподобного Серафима Саровского в Саровской пустыни, 1903

Во время странничества Василий молился за верующих, раздавал жития святых, книги и брошюры с назидательным содержанием, призывал отказаться от пьянства и сквернословия, обратиться мыслями к Богу. На четвёртый год своих скитаний Василий серьёзно отморозил ноги, был помещён в больницу и даже соборован в ожидании скорой смерти. В 1903 году Василий побывал на прославлении Серафима Саровского в Саровской пустыни. Свидетельством его высокого авторитета стало то, что он «удостоился чести приветствовать и облобызать руки Государыням Императрицам, супруге и матери Государя-мученика Николая Александровича». В Саров Василий прибыл с придворным конюшенным поездом. При въезде в город царского кортежа он сидел в коляске с одним из царских слуг. Обратно он ехал с гофмейстерским придворным поездом. В качестве дара монастырю Василий пожертвовал серебряную позолоченную лампаду, созданную по оригинальному рисунку, стоимостью 1200 рублей.
В 1913 году Ткаченко присутствовал в Москве на торжестве прославления патриарха Московского Гермогена. Василий Босоногий был лично знаком с Иоанном Кронштадским и Матроной Петербургской. В 1911 году он присутствовал на её похоронах и вошёл в число учредителей и руководителей Общества памяти блаженной старицы Матрёнушки-босоножки.
В советской исторической науке высказывалась точка зрения, что Василий Босоногий особенно был востребован светским обществом после убийства Григория Распутина. В частности об этом писал доктор исторических наук Валентин Дякин в книге «Буржуазия и царизм в годы Февральской революции». Он относил его появление после некоторого перерыва в петроградских салонах к 20 декабря 1916 [2] января 1917 года и ссылался при этом на информацию из черносотенной газеты «Русская воля».

### После Февральской революции 1917 года
В марте 1917 года газета «Петроградский листок» сообщила читателям, что 16 марта в Чрезвычайную следственную комиссию «при Государственной Думе» доставлен посох Васи-босоножки, которого газета называет юродивым. Сообщалось, что железный посох весит около пуда. На нём выгравирована надпись. Следственная комиссия приняла решение отобрать посох, чтобы Вася-босоножка «не мог использовать посох в целях агитации среди тёмных масс». Маленькая заметка в газете произвела большое впечатление на товарища председателя Санкт-Петербургского Религиозно-философского общества Сергея Каблукова, который аккуратно вырезал эту заметку и вклеил её в свой дневник.
Последний раз Василия Ткаченко видели в Петрограде в 1918 году. Известно, что он на некоторое время был арестован за ношение на груди значка Союза Русского народа, который не снимал даже после победы революции. Другую версию его ареста в воспоминаниях о Максиме Горьком сообщал писатель и мемуарист Алексей Демидов:

Горький сидел со мной рядом. Я спросил:
 — Почему арестовали Васю Босоножку? Я видел его в Таврическом дворце за живой изгородью солдат среди разных людей — трогательная картина. Все арестованные валяются на полу, а Вася босой, с длинной, широкой седой бородой, стоит посредине валяющихся и в руках у него посох-палка с серебряным крестом наверху её. Точно Пётр среди первых христиан. Зачем это?
Завтрак кончился, поднимались из-за стола.
 — А вот пойдёмте ко мне в кабинет, там увидите — почему.
Из-под бумаги Алексей Максимович вынул фотографическую карточку и показал мне. Вот почему его арестовали.
На карточке была снята разгульная компания цыган с Лохтиной во главе, где пьяными были Григорий Распутин и Вася Босоножка, с той же палкой — с серебряным крестом наверху.— Алексей Демидов. Из встреч с М. Горьким
Ещё раз Алексей Демидов вернулся к личности Василия Ткаченко в своём романе «Вихрь (1917)», который вышел первым изданием в 1926 году и впоследствии переиздавался ещё четыре раза. Странник снова был изображён писателем под арестом. Он находится в середине цепи арестованных и стоит впереди них, босой, без шапки и в подряснике. В руке Василий сжимает свой железный посох и словно замер — молчаливо озирает копошащихся вокруг него людей.
Документальные свидетельства о Василии Босоногом обрываются в 1917 году. После этого сохранились только устные и письменные сообщения в воспоминаниях его современников, написанных спустя многие годы. В соответствии с одним из них Василий Ткаченко скончался от старости, работая сторожем при складе, в который была превращена построенная на его деньги церковь. По другому сообщению, он умер от голода. Родственник странника, который в начале 1930-х годов был ещё ребёнком, рассказывал:

Храм, который был построен при участии странника Василия, стоял уже полностью разграбленным и разорённым. Дедушка Василий пришёл к нам в дом. Он помылся, оделся во всё чистое и ближе к вечеру ушёл в Знаменский храм молиться. Я очень хорошо запомнил его в тот день, несмотря на то, что мне было всего шесть лет. Он был радостным, и как будто весь светился. А утром к нам прибежали монашки, которые жили у нас в селе и рассказали, что они нашли дедушку Василия в храме, коленопреклоненным и уже скончавшимся.— Александр Панин. Странник Василий Босоногий
В сохранившемся до нашего времени свидетельстве о смерти указано, что смерть наступила у него дома 6 февраля 1933 года «от старческой дряхлости». Вскоре после его смерти храм был взорван.
Василий Ткаченко был похоронен на местном кладбище села Надежда. Сохранилась могильная плита с почти нечитаемой надписью.

## Современники о Василии Босоногом

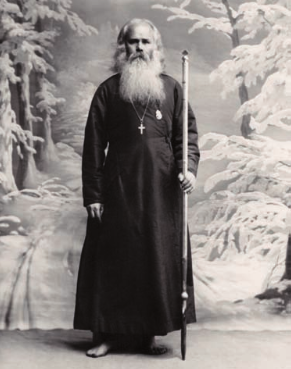
Карл Булла. Странник Василий Босоногий

Сотрудник журнала «Кронштадтский маяк» описывал внешность странника так: «…с развивающимися прядями серебристых седых волос на голове и мягкой бородой, дополняющей облик библейского мужа. В руках у него, точно жезл Моисея, длинный, окованный серебром, железный посох, весом в полпуда. Босыми ногами он неслышно ступает вперёд, и, остановившись посредине кабинета, глядя на вас своими большими, серыми проникновенными взорами, возглашает: „Христос Воскресе“». Другой современник сообщал, что крест навершия был позолочен.
Обычно Василий был одет в голубого цвета новый подрясник, который он носил поверх старого, в память Иоанна Кронштадтского, любившего этот цвет. В подряснике были вшиты два гигантских кармана в виде мешков, наполненных брошюрами и журналами духовного содержания, листками с портретами и гравюрами, изображающими храмы, весом не менее двух пудов. Газета «Вечернее время» в 1912 году писала о страннике Василии, противопоставляя его Григорию Распутину по миросозерцанию и душевному укладу (фаворит императорской семьи был описан как хитрый, пронырливый человек, мечтающий о карьере):
«…простец, с ясными запросами бесхитростной души, типичный странник. Знающие странника Васю близко, все в один голос говорят: Божий человек. Много страдал на своем веку, переносил злобу человеческую, несправедливость. На руках и до сих пор следы от кандалов. Живёт, как птица небесная. Ничего не проповедует. Своего пристанища не имеет. Его все любят и дают приют. Исходил и изъездил всю Россию вдоль и поперёк». Автор статьи удивлялся, почему Василий так стремится познакомиться с Распутиным. Сам странник объяснял это желание тем, что, он знает, что Распутин — злой и нехороший человек, но не знаком с ним лично и никогда «не говорил с ним на чистоту».
Русский писатель и мемуарист Сергей Минцлов писал в своём дневнике:

9 мая. Ехал сегодня утром в так называемой трясучке, — омнибусе, ходящем вдоль Невского, и вдруг, вижу, влезает в неё и становится на площадке странник Василий; опять он был, конечно, без шапки и босоногий, в одном тёмно-синем подряснике; все глядели на него с любопытством. Реденькие длинные волосы на голове его намокли; в руке он держал знаменитый жезл свой с крестиком наверху и огромным острым железным копьём внизу — одним из тех, что ставятся на железных оградах, только ещё больше и шире.

Карманы этого святого мужа отдувались от брошюр, собственных его жизнеописаний; он их раздаёт желающим, а если ему дают за это деньги, то тотчас же опускает их в какую-то кружку, хранящуюся за пазухой. Не так давно он судился у мирового за скандал и драку: швейцар в Казанском соборе не впускал его с жезлом, а тот обиделся и, заявив: «Мне император Александр III разрешил всюду ходить с этим посохом, а ты не пускаешь?», взял швейцара за ворот. Произошла потасовка, и порядком помятого святителя ещё и оштрафовали.— Сергей Минцлов. Петербург в 1903—1910 годах
Начальник департамента полиции в 1912—1914 годах Степан Белецкий в показаниях Чрезвычайной следственной комиссии Временного правительства относил Василия Босоногого к миру юродивых («в духе Мити Козельского»), в котором вращался Григорий Распутин. В то же время он писал, что Распутин побаивался людей из собственного окружения и «ревниво оберегал своё влияние на высокие сферы» от них. Сам Белецкий в воспоминаниях создал яркий образ Василия («старец стоял всегда в монашеском полукафтанье, со значком „Союза Русского Народа“, без шапки и с жалованным посохом на паперти Казанского собора и собирал подаяние на построение храма, причём раздавал открытки со своим изображением во весь рост»), но крайне низко оценивал нравственные качества странника и подчёркивал его близость к Распутину. Белецкий сообщал, что вёл длительную переписку с архиепископом ставропольским, «который разоблачил его [Ткаченко] жизнь и его корысть и требовал отобрания у него книжки для сборов, снятия монашеского одеяния и препровождения на родину». Белецкий утверждал, что Василий «пользовался покровительством Распутина». С этим Белецкий связывал его неприкосновенность, хотя Ткаченко «был на учёте полиции и по другим неблагопристойным поступкам».

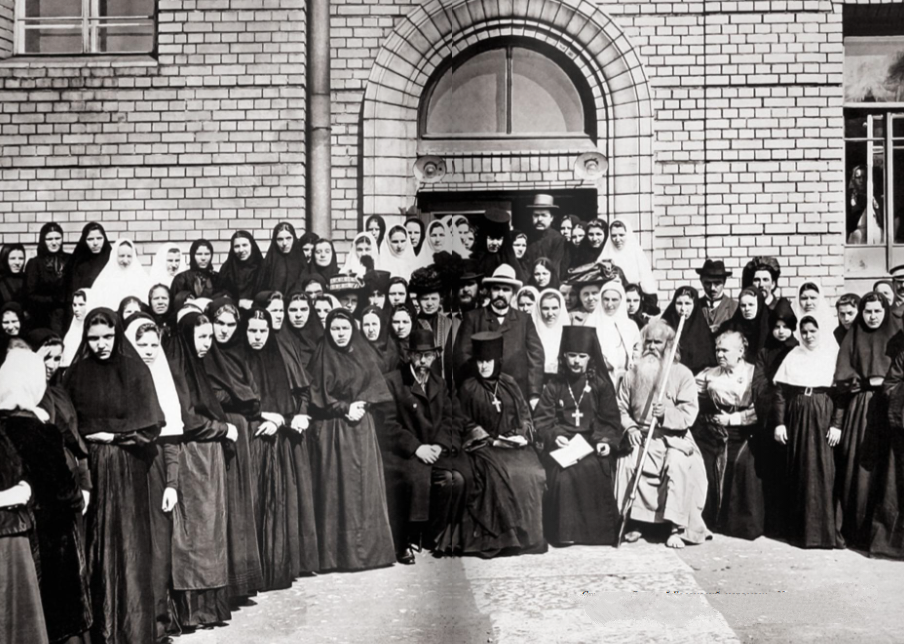
Неизвестный фотограф. Странник Василий Босоногий, иеромонах Илиодор с сёстрами и прихожанами Иоанновского монастыря в Санкт-Петербурге, 15 мая 1911

Известный авантюрист и интриган Сергей Труфанов, в то время — иеромонах Илиодор (на одной из фотографий Карла Буллы он изображён в обществе Василия Босоногого за обеденным столом), в своих воспоминаниях о Распутине утверждал, что может написать целую книгу о Василии Ткаченко. При жизни странника вышли две брошюры с биографией Василия Босоногого. Обе они были изданы в Санкт-Петербурге в 1903 году, но различными издательствами. Современные исследователи отмечали, что информация о страннике в этих брошюрах не всегда совпадает, а иногда и противоречит друг другу.

## Василий Босоногий в исторических исследованиях и культуре

### В художественной литературе и публицистике советского периода
Мемуарист и журналист, бывший комиссар Временного правительства Александр Вознесенский считал, что Василий Босоногий играл при императорской семье такую же роль, которую после него играли Митя Козельский и Григорий Распутин. Это мнение он высказал в книге «Москва в 1917 году», которая вышла в 1928 году.
Василий Босоногий упоминается в IX картине IV акта пьесы Михаила Булгакова «Батум». Действие происходит в Петергофе. Министр докладывает императору о преступлении Иосифа Джугашвили, совершённом в Тифлисе, — он подстрекал рабочих к стачке. Николай II, не слушая его сообщение, рассказывает министру историю о том, как странник исцелил министра императорского двора Российской империи Владимира Фредерикса во время пребывания на прославлении Серафима в Сарове. У Фредерикса начались судороги в ноге. Доктора ничем не смогли ему помочь. Василий велел «обыкновенные бутылочные пробки нарезать ломтиками, как режут колбасу, и нанизать на ниточку. И это ожерелье надеть на голую ногу, предварительно намазав слюною под коленом. Владимир Борисович пять минут походил с голою ногой, и всё кончилось!»
В более позднее советское время Василия Босоногого было принято относить к «многочисленным отечественным и импортным чудотворцам, провидцам, предсказателям и кликушам», в число которых входили оккультист Папюс, богомолка Дарья Осипова, странник Антоний, гадалка Гриппа, юродивые Паша Дивеевская, Митя Козельский. Считалось, что они «исполняли функцию самых доверенных лиц и советчиков Николая II и Александры Фёдоровны» в период после удаления француза Филиппа и до появления при дворе Григория Распутина. Доктор философских наук Александр Григоренко, ссылаясь на свидетельство Сергея Труфанова, утверждал, что у императора было правило: «сначала выслушать „старцев“ и „блаженненьких“, а потом уже министров».
Церковный историк и деятель экуменистского движения, доктор философии Сергей Большаков так описывал спустя многие десятилетия в книге «На высотах духа» свою встречу с Василием Ткаченко в раннем детстве: «Дело было зимою, в январе, в большой мороз при солнце. Гляжу, движется к нам высокая, необыкновенная фигура: старик в синем подряснике, с непокрытой головой, седые волосы, бородатый. В руках у него был посох из чёрного дерева с короной наверху. Что меня больше всего изумило: старик шел в лютый мороз, по снегу, босиком — и ноги у него не были красные, отмороженные, но розовые, словно он шёл по мягкому ковру. Я остолбенел…»

### В современном российском краеведении, публицистике и исторической науке

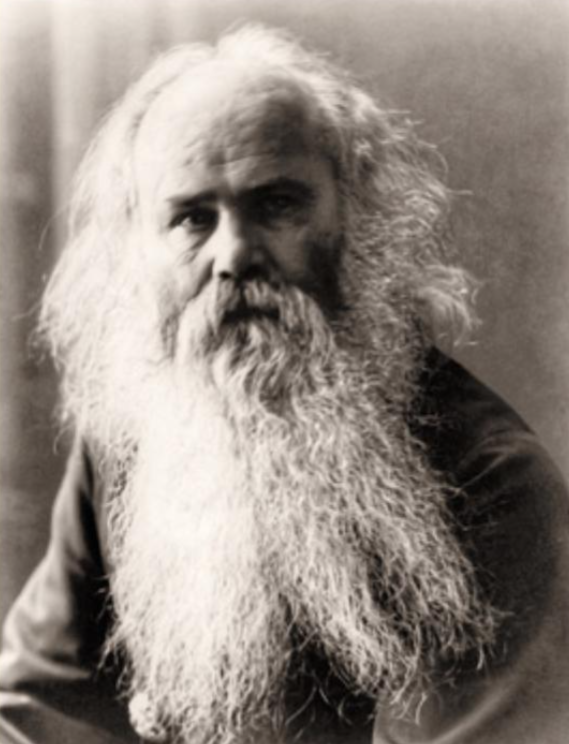
Карл Булла. Странник Василий Босоногий

Серьёзное внимание к личности Василия Босоногого после длительного периода забвения привлёк петербургский историк православной церкви Анатолий Медведев. Он разместил в изданиях Санкт-Петербургской епархии две статьи о страннике в 2001 и 2002 годах. В 2011 году известный краевед, кандидат естественных наук, старший научный сотрудник Ставропольского краеведческого музея имени Г. Н. Прозрителева и Г. К. Праве Герман Беликов в соавторстве с доктором химических наук Борисом Синельниковым издал книгу «Храмовое ожерелье Северо-Кавказских епархий», отдельная глава в ней посвящена биографии Василия Босоногого и истории создания им храма в селе Надежда.
Уже в 2014 году Алексей Панин напечатал в журнале «Нижегородская старина» большую статью о Василии Ткаченко. В том же году, дополненная и расширенная, она была издана в виде книги. В ходе работы над биографией своего героя Панин использовал материалы из Государственного архива Ставропольского края, Российского государственного военно-исторического архив, Центрального архива Нижегородской области. Фотографии некоторых из наиболее важных архивных документов размещены в тексте книги. В ней также приводятся редкие снимки из фондов Центрального Государственного архива кинофотодокументов в Санкт-Петербурге и Российского Государственного архива кинофотодокументов в Красногорске Московской области.
В 2016 году биография «Блаженный Василий Босой» вошла в сборник «Блаженные Санкт-Петербурга. От святой блаженной Ксении Петербургской до Любушки Сусанинской» (составитель — хранительница Архива Святейшего синода в фондах РГИА Марина Данилушкина), где были собраны 24 жизнеописания наиболее известных юродивых города на протяжении трёх столетий.
Петербургский краевед Андрей Гусаров относил Василия Босоногого к городским юродивым, но считал, что он резко выделялся на их фоне. Краевед писал, что после известных событий на посохе странника была сделана надпись: «Сей посох дан страннику Василию его императорским величеством по резолюции в Петергофе». Он отмечал в поведении странника некоторое честолюбие и экзотику в одежде: «с собой он обычно носил небольшие брошюры с историей своих путешествий. Если Василию подавали милостыню, он её прятал за пазухой в специальную металлическую кружку». Доктор исторических наук Николай Яковлев считал, что в эпоху максимального влияния Григория Распутина роль других «мистических друзей» императорской семьи резко снизилась. Ситуация радикально изменилась после убийства Распутина в декабре 1916 года. «В великосветских кругах столицы вакуум, образовавшийся с убийством Распутина, пытаются заполнить — снова бормочет безумный „Вася-босоножка“», — писал Яковлев. Эту же мысль высказывал доктор исторических наук Сергей Фирсов, специалист по проблеме взаимоотношений Русской православной церкви и государственной власти в XX веке, в книге «Николай II: Пленник самодержавия». Он утверждал, что после убийства Распутина в декабре 1916 года в светском обществе Петрограда вновь заговорили о Мите Козельском и Васе-босоножке. Историк так комментировал это явление: «„Свято место“ не пустовало».

### В фотоискусстве и кинематографе

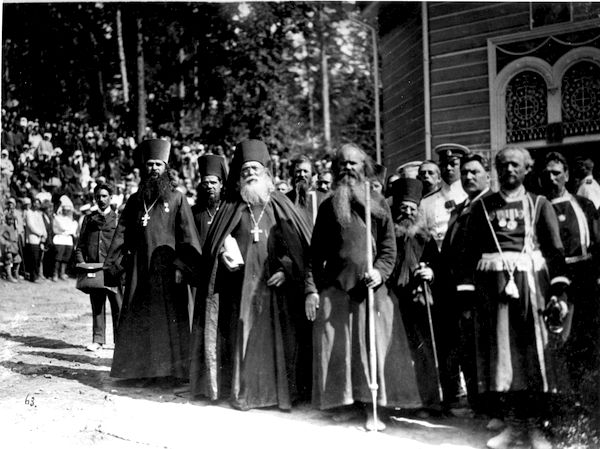
Александр Ягельский. Василий Босоногий среди духовенства Саровского монастыря, 17—20 июля 1903 года

В коллекции «Образ богомольца» фонда «Возрождение культурного наследия» находится 21 фотография Василия Босоногого. Среди снимков присутствуют работы крупных российских фотографов, таких, как Карл Булла, запечатлевший, например, Василия Босоногого у стола, на котором развёрнут архитектурный проект храма в Надеждине. Фотоателье «К. Е. фон Ган и К», работавшее с 1891 года по заказу императорской семьи и базировавшееся в Царском Селе на Широкой улице в доме Бернаскони, сделало снимок «Божий человек Василий Босоногий среди духовенства Саровского монастыря» (17—20 июля 1903 года). Главный специалист отдела научно-справочного аппарата Российского государственного архива кинофотодокументов Ирина Князькова установила, что фотографом фирмы, который занимался фотографированием и киносъёмкой Саровских торжеств, был Александр Ягельский.
В 1911 году Всемирный почтовый союз выпустил почтовую открытку с изображением храма Знамения Пресвятой Богородицы в честь Ангела Наследника Цесаревича Алексея Николаевича в селе Надеждино, на которой был изображён Василий Босоногий, стоящий на фоне выстроенного на собранные им деньги храма.
В 2018 году был снят короткометражный фильм «Странник Василий» — совместный проект театра кукол «Добрый жук», ВИА-mult «Живая традиция» и студии BUCKSBRIDE, посвящённый судьбе Василия Ткаченко. В основе сценария лежит старинный казачий духовный стих «Грешный человече». Действие игровой части фильма разворачивается в 1991 году, когда трое мальчиков поднимаются на гору Бударку (около Вшивого озера в районе села Дёмино), чтобы запустить воздушного змея. Там Василий Ткаченко в юности пас коров. Один из героев обнаруживает необычную находку и после этого видит сон… С этого момента начинается мультипликационная часть фильма.